# Quyền lực cứng
Trong lĩnh vực chính trị, quyền lực cứng hay còn gọi là sức mạnh cứng chỉ đến việc sử dụng các biện pháp quân sự và kinh tế nhằm tác động đến hành vi ứng xử hoặc mối quan tâm của các thực thể/thể chế chính trị khác. Dạng quyền lực chính trị này thường mang tính xâm lược (cưỡng ép) và có hiệu lực ngay tức thì khi một thực thể chính trị áp đặt lên một thực thể khác yếu thế (hay yếu kém) hơn về sức mạnh quân sự và/hoặc kinh tế. Quyền lực cứng thì tương phản với quyền lực mềm tức thứ sức mạnh đến từ chính sách ngoại giao, văn hóa và lịch sử.
Theo quan điểm của GS. Joseph Nye người Mỹ thì, quyền lực cứng có liên hệ với "khả năng sử dụng chính sách cây gậy và củ cà rốt trong năng lực kinh tế và quân sự nhằm lôi kéo các đối tượng khác thuận theo ý chí và nguyện vọng của mình".